# Warum schweigen die Lämmer?
Warum schweigen die Lämmer? Wie Elitendemokratie und Neoliberalismus unsere Gesellschaft und unsere Lebensgrundlagen zerstören ist eine Publikation Rainer Mausfelds von 2015 (3. Auflage 2018, 1. erweiterte Studienausgabe 4. Juni 2019). Die Hardcover-Ausgabe war ein Spiegel-Bestseller in der Kategorie „Sachbuch“.

## Aufbau
Die Monografie stellt auf 318 Seiten Mausfelds Auffassung davon dar,
- wie sich auch schwerste Kriegsverbrechen und Verletzungen moralischer Normen „unsichtbar machen“ lassen (1. Kapitel),
- welche Angst Eliten seiner Meinung nach vor dem Volk haben und wie sie dieses durch Soft-Power-Techniken demokratisch „managen“ (2. Kapitel).
- Das 3. Kapitel enthält ein früher publiziertes Gespräch mit Jens Wernicke zum Thema „neoliberale Indoktrination“.
- Kapitel 4 stellt die „Demokratievermeidung“ dar, die nach Mausfelds Auffassung in Form der repräsentativen Demokratie beabsichtigt und erzeugt wird.
- Ein weiteres Gespräch mit Jens Wernicke handelt von der „massenmedialen Indoktrination“ (Kapitel 5).
- Mausfelds Auffassung davon, wie der „öffentliche Debattenraum“ eingeschränkt und Dissens geächtet wird, ist Inhalt des Kapitels 6.
- Das folgende Kapitel 7 enthält einen Neuabdruck des Kommentars „Phantom-Mitte, Kartellparteien, Bundestagswahl“.
- Kapitel 8 und 9 behandeln Rassismus, Kapitalismus und die „Wertegemeinschaft der Herrenmenschen“ (ein Gespräch mit Marko Junghanel), darüber hinaus wird die weiße Folter dargestellt, genauer gesagt, welchen Beitrag die Psychologie zu ihrer „Unsichtbarmachung“ leistete und leistet.

## Kernaussagen
In der Einleitung stellt Mausfeld die These seines Buches dar: Die Begriffe Demokratie und Freiheit seien in einer an George Orwell erinnernden Weise verfälscht und vergiftet worden. In ihrer gegenwärtigen Form sei die Schumpeter’sche repräsentative Demokratie lediglich eine „Wahloligarchie“; Freiheit sei bloße Handlungsmöglichkeit der ökonomisch Mächtigen. Durch eine „Revolution von oben“ sei in der „Eliten-Demokratie“ die demokratische Organisation von Macht transformiert worden, begleitet von einer dies verschleiernden Bewusstseinsmanipulation (S. 16). Transformation der Demokratie bedeutet für Mausfeld Diffusion der Machtzentren, ihre Verlagerung in den vorpolitischen Bereich der Wirtschaft und in die schützende Verrechtlichung und Legalisierung der „organisierte(n) Kriminalität der besitzenden Klasse“ (S. 17). Die Bewusstseinsmanipulation geschieht, so Mausfeld, in Formen des invertierten Totalitarismus.
Bei seiner kritischen Analyse des politischen Systems stützt er sich unter anderem auf die Arbeiten von Ingeborg Maus und Alex Carey. Die Machtsicherung der neuen Machtelite, die hauptsächlich Finanzelite sei, vollziehe sich in neuen Formen der Transformation der Macht und der Manipulation des Bewusstseins, um Macht unkenntlich und unsichtbar zu machen.
Eine entscheidende Rolle spielen dabei seiner Auffassung nach die Medien. Medien komme in kapitalistisch organisierten Gesellschaften vor allem eine systemstabilisierende Funktion zu. Hierbei stützt er sich auch auf das von Noam Chomsky und Edward S. Herman entworfene Propagandamodell. Es erklärt, wie eine objektive Berichterstattung der Massenmedien in kapitalistisch organisierten Gesellschaften durch bestimmte Filter verhindert wird. Diese Filterung führe zu einer Einschränkung des öffentlichen Debattenraums, also des in einer Gesellschaft Denk- und Sagbaren.

Dabei sei es aus der Sicht der herrschenden Eliten sogar gewollt und erwünscht, dass sich die Bevölkerung über die Gier von Bankern, die Verlogenheit von Politikern, die intellektuelle Korruptheit von Journalisten oder die Grausamkeit oder den Sadismus von Folterexperten ereifere,
„also über Eigenschaften von Personen, die gerade das Produkt tieferliegender, struktureller Bedingungen sind und in deren Kontext geradezu Qualifikationsmerkmale darstellen – und dabei die strukturellen und institutionellen Ursachen und somit die eigentlichen Zentren der Macht aus dem Blick verliert! Unsere vordringliche Aufgabe ist es daher, Einsichten in diese strukturellen Bedingungen zu gewinnen.“
Der Neoliberalismus sei eine rational auftretende Ideologie, der es gelungen sei, sich als Rahmenerzählung zu etablieren und sich als scheinbar alternativlose Wirklichkeitsdeutung durchzusetzen.
Als drei besonders wichtige Techniken der Propaganda (hinsichtlich des Meinungsmanagements) stellt Mausfeld die Informationsüberflutung, die Fragmentierung und die Dekontextualisierung/Rekontextualisierung von Nachrichten dar, weil durch alle drei Techniken tatsächliche Ereignisse und Zusammenhänge unsichtbar gemacht würden.

## Techniken des Meinungs- und Empörungsmanagements
Wichtigstes Merkmal manipulativer Techniken ist nach Mausfeld, dass sie unsichtbar gemacht werden. Sie müssen, um wirksam zu sein, unsere Bewusstseinsschwelle unterlaufen und die „Schwachstellen“ unseres Geistes ausnutzen. Das „Meinungsmanagement“, Propaganda im Sinne von Edward Bernays, sei dabei das der Demokratie angepasste Mittel, ohne sichtbare Gewalt Herrschaft auszuüben, indem die freiwillige Zustimmung der Bürger erzeugt wird. Die Techniken zielen darauf, nicht nur Fakten, sondern Denkmöglichkeiten und damit Handlungsalternativen unsichtbar zu machen (perception dominance). Mausfeld stellt seine Kritik an Manipulationstechniken in den Rahmen einer grundsätzlichen Kritik der kapitalistischen Wirtschafts- und Gesellschaftsordnung. Der Neoliberalismus habe das Freiheitsverständnis auf die Wahl einer Identität aus einem „Identitätswarenkorb“ verkürzt, also auf die individuelle „Wahl“ eines vorgegebenen medial vermittelten Lebensstils.

### Affektive Techniken
- Zu den Techniken, das Gefühlsleben der Menschen zu manipulieren, zählt Mausfeld das fear mongering, also die Erzeugung von Ängsten. So werde aufgrund der natürlichen Neigung der Menschen zum Status quo auch die Angst vor Veränderungen geschürt. Zur Einschätzung der Bedeutung dieses Instruments beruft sich Mausfeld im Vortrag auf den US-amerikanischen Politikwissenschaftler John J. Mearsheimer.
- Des Weiteren erwähnt er die Schaffung des Gefühls der Machtlosigkeit in der Bevölkerung, also des Gefühls, keine Kontrolle zu haben.

### Kognitive Techniken
Wichtiger als die affektiven Techniken sind nach Mausfeld die kognitiven, da Meinungen stabiler seien als Affekte. Hier untersucht Mausfeld die folgenden Methoden:
- Darstellung von Fakten als Meinung
- Fragmentierung zusammenhängender Fakten, so dass der Kontext, etwa der historische Zusammenhang, verloren geht

- Dekontextualisierung von Fakten: Der Zusammenhang der Fakten wird entfernt, sodass die Fakten zu unverständlichen isolierten Einzelfällen werden, die keine allgemeine Relevanz haben
- irreführende Rekontextualisierung: Informationen werden in einen fremden Sinnzusammenhang eingebettet, so dass sie einen anderen Charakter annehmen und zum Beispiel bei Menschenrechtsverletzungen nicht mehr zu Empörung führen.
- Wiederholung erhöht den „gefühlten Wahrheitsgehalt“
- Gestaltung des Meinungsspektrums, so dass das Gewünschte in der Mitte zu liegen scheint, dem die meisten Menschen zustreben, wenn sie sich nicht auskennen, weil sie die Mitte dann für neutral und ausgewogen halten
- „Unsichtbarmachen“ von Fakten durch mediale Selektion, Ablenkung und Aufmerksamkeitssteuerung
- „Meta-Propaganda“: Es wird propagandistisch behauptet, die Nachrichten des Gegners seien falsch, weil sie Propaganda seien.

## Rezeption
Wissenschaft
Mausfelds Beiträge zu medien- und kapitalismuskritischen Themen weisen nach Ansicht des Amerikanisten und Verschwörungstheorie-Forschers Michael Butter „stark populistische und mitunter auch verschwörungstheoretische Züge“ auf. Von seinem Fachgebiet als Psychologe her fehle Mausfeld die Kompetenz, sich über politische Themen zu äußern, er werde aber wegen seines Professorentitels als Autorität dazu wahrgenommen.
Presse
In seiner Rezension in Deutschlandfunk Kultur bezeichnet Bodo Morshäuser Mausfelds Publikation Warum schweigen die Lämmer? als „klagende Behauptung“. Das Buch, das Mausfeld als „ausführliche Warnung“ verstanden wissen wolle, stelle dar, wie „eine privat finanzierte sogenannte Indoktrinationsindustrie“ einen psychologischen Krieg gegen die Bevölkerung führe. Medien, Stiftungen, Thinktanks und Lobbygruppen manipulierten mithilfe von Techniken der Soft power den menschlichen Geist an seiner schwächsten Stelle: dem Unterbewusstsein. Ziel der neoliberalen Postdemokratie sei, die uneingeschränkte Herrschaft der Reichen über die atomisierten, fragmentierten und überwachten Armen zu sichern und zu verrechtlichen. Den Armen solle beim Umverteilungsprozess von unten nach oben das Bewusstsein vermittelt werden, dass es bei dieser Politik nur um ihr Wohl gehe. Dieser Beeinflussung dienten unter anderem Sprachregelungen, die das Meinungsspektrum und den „Debattenraum“ begrenzten. Abschließend bemängelt Morshäuser, Mausfeld habe sich nicht die Arbeit gemacht, Alternativen zur repräsentativen Demokratie auszuarbeiten oder funktionierende frühere Versuche demokratischer Verfahren anzuführen: „Er hat ein Empörungsbuch geschrieben“.
Nach Erdem Gökalp (Stuttgarter Nachrichten) erreichte Mausfeld in den zurückliegenden Jahren mit seinen politischen Vorträgen auf Youtube ein Millionenpublikum. Sein Buch Warum schweigen die Lämmer? lese sich „wie die dystopische Welt aus einem George Orwell-Roman“. Gökalp bedauert, dass im Vergleich zu den Vorträgen das Buch „allzu trocken“ sei. Oft gingen „seine Thesen in einer Welle von Zitaten und Verweisen unter“.
Milosz Matuschek nennt Mausfeld in seiner regelmäßigen Kolumne in der Neuen Zürcher Zeitung einen „Volksaufklärer“ und stellt ihn in die Denktradition Wilhelm von Humboldts, John Deweys und Noam Chomskys. Mausfeld arbeite detailliert heraus, wie sich das bildliche Verhältnis von „Hirt“ und „Lämmerherde“ konkret im Alltäglichen artikuliere. Dieses feststehende Bild bilde einen roten Faden in den staatstheoretischen Ausführungen von Platon über David Hume, James Madison, Friedrich II., Alexis de Tocqueville, Bertrand Russell bis Harold Dwight Lasswell. Matuschek warnt davor, dass der Demokratie die Demokraten davonliefen. Das System müsse Matuscheks Meinung nach umfassend renoviert werden. Mausfeld mache dabei deutlich, dass zur Rettung der Demokratie jeder bei sich selbst ansetzen müsse.
Tanjev Schultz setzt in der Süddeutschen Zeitung Mausfelds Publikation Warum schweigen die Lämmer? mit der Radikalkritik in Hans-Peter Martins „Game Over“ gleich und möchte an Mausfeld aufzeigen, wie groß dabei die Gefahr sei, „… in krude Bescheidwisserei (abzudriften)“. Mausfeld ignoriere Recherchen und Debatten in der von ihm als „neoliberal dominiert“ kritisierten Presse, etwa zur Steuerflucht oder zu den Panama-Papers. Er vertrete schematische Wahrheiten und sein Buch sei wenig originell: „Es baut auf einer radikalen Demokratietheorie auf, mischt sie mit den Denkfiguren des alten Adorno und des im Laufe der Jahre immer zorniger und paranoider werdenden Noam Chomsky – und fertig ist ein Buch für den linken Wutbürger“. Kritisch merkt er an, dass man nur ein paar Vokabeln von links nach rechts drehen müsse, damit auch Trump oder die „Lügenpresse“-Krakeeler der Analyse gut folgen könnten. Mausfelds Elitenbild entspreche nicht der Wirklichkeit, denn wer sich bei den „Eliten“ umhöre, werde auf sehr viele treffen, „die ein hohes Lied auf zivilgesellschaftliches Engagement singen“. Dass er zustimmend Jean Ziegler zitiere, die Wirtschaftsordnung des Neoliberalismus bringe in einem Jahr etwa so viele Menschen um wie das NS-Regime in sechs Jahren, und sie als „größten Feind der Demokratie“ abstempele, bewertet der Rezensent angesichts echter Diktaturen als „halbseiden“ und „infam“.
Daniela Dahn kommt im Neuen Deutschland zu der Einschätzung, Mausfeld habe in Warum schweigen die Lämmer? mit seltenem Scharfsinn untersucht, was mit uns geschehen sein muss, „dass wir ohnmächtig mit ansehen, wie Elitenherrschaft und Neoliberalismus die Gesellschaft und unsere Lebensgrundlagen zerstören.“ Mausfeld stütze sich bei seiner Kritik auf demokratiekritische Denker wie Noam Chomsky und Sheldon Wolin, allerdings habe schon Karl Marx in „Die deutsche Ideologie“ darauf hingewiesen, dass die Gedanken der Herrschenden aufgrund deren materieller Macht immer die herrschenden Gedanken sind. Ohne Indoktrination würde die Gesellschaft nicht funktionieren, sie sei angewiesen auf die Illusion der politischen Selbstbestimmung der Bürger. Kritisch hält Dahn jedoch etwas mehr Nachsicht für denkbar, denn schließlich sei die Existenz von Mausfelds Buch Beweis dafür, dass die Verhältnisse noch nicht totalitär seien. Staatliche Praxis sei noch steigerbar. Auch Mausfeld selbst sehe eine Hoffnung auf Veränderung durch Überwindung der politischen Apathie.
Gertrud Hardtmann kommt nach einer ausführlichen Inhaltsangabe im Diskussionsteil ihrer Rezension zu dem Ergebnis, der „aufrüttelnde[n] Streitschrift“ fehle ein „konstruktives Gegenüber …, der sowohl das Anliegen und die Argumente von Mausfeld ernst nimmt, als auch kritisch differenzierend überprüft.“ Es werde herausgearbeitet, dass die Verschleierung von kriminellen Strukturen wirksam sei und international Strukturen entwickelt werden müssten, diese jenseits von nationalen Grenzen wirksam zu bekämpfen, damit die Welt für alle Menschen ein bewohnbarer und geschützter Ort werde und bleibe.

## Ausgaben
- Warum schweigen die Lämmer? Wie Elitendemokratie und Neoliberalismus unsere Gesellschaft und unsere Lebensgrundlagen zerstören. Westend 2015, ISBN 978-3-86489-277-6
- Erweiterte Studienausgabe. Westend, Juni 2019, ISBN 978-3-86489-277-6